# Gangou, Gansu
Gangou är en köping i nordvästra Kina. Den ligger i Jingning härad i Pingliang i provinsen Gansu, omkring 180 kilometer sydost om provinshuvudstaden Lanzhou. Antalet invånare är 32 372. Befolkningen består av 16 425 kvinnor och 15 947 män. Barn under 15 år utgör 20,0 %, vuxna 15-64 år 69 %, och äldre över 65 år 9,0 %.